# Vancouver Whitecaps 1974
Questa pagina raccoglie i dati riguardanti i Vancouver Whitecaps nelle competizioni ufficiali della stagione 1974.

## Stagione

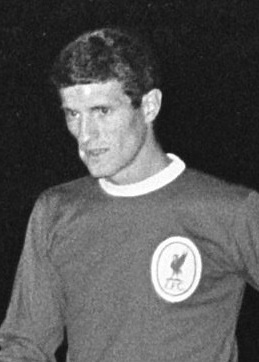
Willie Stevenson, capitano dei Whitecaps, qui con la maglia del Liverpool

La neonata franchigia venne affidata allo scozzese James Easton e fu costruita soprattutto con giocatori provenienti dai campionati dilettantistici della Columbia Britannica, con solo alcuni giocatori con esperienze professionistiche come Sam Nusum, Willie Stevenson, George McLean, Bob Lenarduzzi e Leslie Wilson. Il primo giocatore ufficialmente ingaggiato dai Caps fu Glen Johnson.
I Whitecaps, capitanati da Sam Lenarduzzi., esordirono nella NASL nella sconfitta casalinga contro i S.J. Earthquakes, nella quale il difensore Neil Ellett segnò la prima rete della storia del club sul corner battuto da Johnson.
La squadra non riuscì ad ottenere risultati di rilievo, chiudendo al quarto ed ultimo posto della Western Division, non accedendo ai playoff per il titolo.

## Organigramma societario
Area direttiva
- Presidente: Herb Capozzi
- General Manager: Denny Veitch[2]
- Scout: Harry Christie[3]

Area tecnica
- Allenatore: James Easton

## Rosa
| N.   |                    | Ruolo | Calciatore     |
| ---- | ------------------ | ----- | -------------- |
| 1    | Bermuda (bandiera) | P     | Sam Nusum      |
| 1/18 | Canada (bandiera)  | P     | Greg Weber     |
| 2    | Canada (bandiera)  | D     | Neil Ellett    |
| 3    | Canada (bandiera)  | D     | Bruce Wilson   |
| 4/10 | Canada (bandiera)  | C     | Doug Scorse    |
| 5    | Canada (bandiera)  | D     | Bob Lenarduzzi |
| 6    | Canada (bandiera)  | D     | Sam Lenarduzzi |
| 7    | Canada (bandiera)  | A     | Victor Kodelja |
| 8    | Canada (bandiera)  | A     | Glen Johnson   |
| 9    | Scozia (bandiera)  | A     | George McLean  |

| N. |                   | Ruolo | Calciatore                  |
| -- | ----------------- | ----- | --------------------------- |
| 10 | Scozia (bandiera) | C     | Willie Stevenson (capitano) |
| 11 | Canada (bandiera) | C     | Brian Gant                  |
| 12 | Canada (bandiera) | A     | Brian Budd                  |
| 13 | Canada (bandiera) | A     | Chris Bennett               |
| 14 | Canada (bandiera) | A     | Gary Thompson               |
| 15 | Canada (bandiera) | C     | Daryl Samson                |
| 16 | Canada (bandiera) | D     | Gerry Heaney                |
| 17 | Scozia (bandiera) | D     | Charlie Palmer              |
| 19 | Canada (bandiera) | D     | Leslie Wilson               |